# نانبو توشینائو
نانبو توشینائو (انگلیسی: Nanbu Toshinao؛ ۱۳ آوریل ۱۵۷۶ – ۱ اکتبر ۱۶۳۲) دایمیو و سامورایی در اوایل دوره ادو اهل ژاپن بود.